# SCD–1
SCD–1 (Satélite de Coleta de Dados) az első brazil fejlesztésű kísérleti kommunikációs műhold.

## Küldetés
1988-ban kezdődött a program fejlesztése, több mint 30 cég vett részt a munkálatokban. A kezdeti 13,5 millió amerikai dollár helyett a teljes költség 20 millió USD lett. Feladata automatikus üzemmódban összegyűjteni és földi állomásokra visszajátszani a meteorológiai adatokat.

## Jellemzői
Gyártotta és üzemeltette az INPE (Institut Nacional de Pesquisas Espaciais). Társműholdja a OXP–1 (amerikai).
Megnevezései: COSPAR: 1993-009B; GRAU-kódja: 22490.
1993. február 9-én Floridából, a Kennedy Űrközpontból (KSC) egy Pegasus (SLV-3C) hordozórakétával állították alacsony Föld körüli pályára (LEO = Low-Earth Orbit). Az orbitális pályája 99,97 perces, 24,975 fokos hajlásszögű, elliptikus pálya perigeuma 725 kilométer, az apogeuma 790 kilométer volt.
Automatikus üzemmódban meteorológiai adatokat (felhőtakaró összetétele, árvizek helyzete, dagály szintje, levegő minősége) gyűjtött (ballonok hálózata, földi- tengeri mérőpontok), és telemetriai eszközeivel, antennái közreműködésével a földi vevőállomásokra továbbította.  Nem rendelkezett képalkotó kamerával. Az adatokat a Meteorológiai Tanulmányok Központja (Centro de Previsão do Tempo e Estudos Climáticos – CPTEC) értékelte és továbbította a felhasználók részére. Szolgálati idejét 2–3 évre tervezték. Forgásstabilizált űreszköz (160 fordulat/perc). Az űreszköz alakja egy nyolcszögletű henger, átmérője 1, magassága 0,72 méter, tömege 115 kilogramm. Az űreszközhöz felületét napelemek borították (70-110 W), éjszakai (földárnyék) energiaellátását újratölthető nikkel-kadmium akkumulátorok biztosították.